# هولي غولدبرغ سلون
هولي غولدبرغ سلون (بالإنجليزية: Holly Goldberg Sloan)‏ (1958، آن آربر في الولايات المتحدة)؛ كاتِبة، سيناريست، مخرجة أفلام وروائية أمريكية. درست في كلية ويليسلي.

## روابط خارجية
- هولي غولدبرغ سلون على موقع IMDb (الإنجليزية)
- هولي غولدبرغ سلون على موقع ألو سيني (الفرنسية)
- هولي غولدبرغ سلون على موقع أول موفي (الإنجليزية)
- هولي غولدبرغ سلون على موقع قاعدة بيانات الأفلام السويدية (السويدية)
- هولي غولدبرغ سلون على موقع قاعدة بيانات الفيلم (الإنجليزية)
- هولي غولدبرغ سلون على موقع كينوبويسك (الروسية)